# Goldsource
GoldSrc, eller Goldsource, är retronymet som Valve Corporation använder för att referera till den spelmotor som först användes i spelet Half-Life från 1998.
GoldSrc är en modifierad version av Quake engine. Ett antal förbättringar från Quake II-motorn lades till under utvecklingen. Spelmotorn klarar av att rendera bild i två APIer - OpenGL och Direct3D.
GoldSrc:s efterföljare introducerades i samband med utvecklingen av Half-Life 2 och kallas Source. Utvecklare fortsatte dock att använda GoldSrc även efter att Source lanserats i slutet av 2004. Ett exempel är Nexon Corporation som utvecklade Counter-Strike Online år 2008 med GoldSrc.

## Namnets uppkomst
Då motorn saknade officiellt namn så beskrevs den innan Half-Life släpptes som en motor baserad på "Quake Unified Technology".
Erik Johnson förklarar namnets uppkomst i detta citat:
| ” | When we were getting very close to releasing Half-Life (less than a week or so), we found there were already some projects that we needed to start working on, but we couldn't risk checking in code to the shipping version of the game. At that point we forked off the code in Microsoft Visual SourceSafe to be both $/Goldsrc and /$Src. Over the next few years, we used these terms internally as "Goldsource" and "Source". At least initially, the Goldsrc branch of code referred to the codebase that was currently released, and Src referred to the next set of more risky technology that we were working on. When it came down to show Half-Life 2 for the first time at E3, it was part of our internal communication to refer to the "Source" engine vs. the "Goldsource" engine, and the name stuck. | „ |

## Spel som använder sig av motorn
- Half-Life (Valve Software, 1998)
- Team Fortress Classic (Valve Software, 1999)
- Half-Life: Opposing Force (Gearbox Software, 1999)
- Counter-Strike (Valve Software, 2000)
- Gunman Chronicles (Rewolf Software, 2000)
- Ricochet (Valve Software, 2000)
- Deathmatch Classic (Valve Software, 2001)
- Half-Life: Blue Shift (Gearbox Software, 2001)
- James Bond 007: Nightfire (Eurocom, Gearbox Software, Aspyr, JV Games, 2002)
- Day of Defeat (Valve Software, 2003)
- Counter-Strike Neo (Valve Software 2003)
- Counter-Strike: Condition Zero (Valve Software, Ritual Entertainment, Gearbox Software, Turtle Rock Studios, 2004)
- Counter-Strike Online (Valve Software, Nexon Corporation, 2008)